# Kalamari
Kalamari ist eine 1993 gegründete slowenische Rockband.

## Geschichte
Die Band wurde 1993 von Sänger Jože Jež Pepi und Gitarrist Matjaž Švagelj gegründet. Zurzeit komplettieren Boštjan Tršar und Egon Prinčič die Band.
Das erste Album erschien 1995 und heißt Dobra Vila (dt.: „Schönes Märchen“). Zwei Jahre später folgte mit S Tabo Držim (dt.: „Ich bin an deiner Seite“) ihr zweites Album, mit dem die Band nationale Bekanntheit erringen konnte.
Bekanntester Song der Band ist V vetru rdečih zastav (dt.: „Rote Fahnen im Wind“). Mit diesem Song trat die Band 1999 beim Slowenischen Pop Song Festival an, wo die Band Zweiter wurde. Der Text erhielt sogar den ersten Platz.
Insgesamt veröffentlichte die Band bisher sieben Alben.
Boštjan Tršar und Egon Prinčič durften nicht am Eurovision Song Contest 2010 teilnehmen, da die Band gemeinsam mit der Volksmusik-Gruppe Roka Žlindre spielte und insgesamt nur sechs Personen eines Acts auf der Bühne stehen dürfen. Die Gruppe schied mit ihrem Song Narodnozabavni Rock bereits im Halbfinale des Eurovision Song Contests aus.

## Diskografie

### Alben
- 1995: Dobra Vila (Grafit)
- 1997: S Tabo Držim (Megaton)
- 1999: V vetru rdečih zastav (ZKP RTVS)
- 2001: Popoldne (ZKP RTVS)
- 2003: Kalamari, deset let (ZKP RTVS)
- 2006: Lahko letiš (ZKP RTVS)
- 2009: Nariši veliko srce (ZKP RTVS)

### Kompilationen
- 2010: Eurovision Song Contest